# Warlords IV: Heroes of Etheria
Warlords IV: Heroes of Etheria (с англ. — «Варлорды 4: Герои Этерии») — компьютерная стратегическая игра, разработанная австралийской компанией Infinite Interactive и изданная UbiSoft в 2003 году для платформы Microsoft Windows. Четвёртая часть в серии Warlords.
Warlords IV представляет собой пошаговую стратегию в стиле фэнтези. Её игровой процесс заключается в исследовании игрового мира, производства и перемещения войск и расширения своей империи путём захвата городов. Игра во многом наследует механики из предыдущих частей, но также в ней присутствуют существенные нововведения, такие как «тактически-скоростная» система сражений и «варлорды» — особые персонажи, которые являются предводителями противоборствующих сторон. События Warlords IV происходят в фэнтезийном мире Этерии, месте действия серии Warlords и некоторых других игр Infinite Interactive. Сюжет игры повествует о герое, который пытается помешать чародейке, решившей использовать древнее заклинание, позволяющее открыть врата в мир тьмы.
Разработка игры длилась много лет и была начата сиднейской компанией Strategic Studies Group в конце 1990-х годов. За время работы над игрой сменилось несколько команд разработчиков, а в 2002 году разработка была полностью перезапущена автором серии Warlords Стивом Фокнером в ставшей независимой мельбурнской студии Infinite Interactive.
Игра получила смешанные, но в целом положительные отзывы прессы. Основной критике подверглась графика и звуковое сопровождение, а игровой процесс, система быстрых тактических битв и обилие многопользовательских режимов были в целом встречены хорошо.

## Игровой процесс

Снимок игрового процесса. Синий игрок готовит нападение на город зелёного игрока

Warlords IV: Heroes of Etheria представляет собой пошаговую стратегию в стиле фэнтези и имеет много общего с предыдущими частями серии Warlords. Игра состоит из производства войск, исследования игрового мира, развития своей империи и захвата городов противника.
В игре присутствуют как однопользовательский, так и многопользовательский режимы. В каждом из них поддерживается до восьми противоборствующих сторон, которыми могут быть как игроки, так и компьютерные оппоненты. Одиночная игра возможна на «случайной» сгенерированной карте, в режиме «схватки» на заранее созданной карте, либо в режиме сюжетной кампании. Многопользовательская игра поддерживается по локальной сети через протоколы TCP/IP или IPX, по интернету через TCP/IP, на одном компьютере и по электронной почте.
Ключевым элементом Warlords IV является наличие особых боевых единиц — варлордов, которые являются главными персонажами игры. Чтобы начать кампанию или поиграть в одиночную карту необходимо создать такого персонажа или выбрать одного из списка уже созданных варлодров. У каждой противоборствующей стороны есть такой персонаж, но он не может перемещаться по карте и всегда находится в столице. При создании варлорда необходимо выбрать его любимую расу, а также его первичное и вторичное умения. Класс главного персонажа складывается из комбинации выбранных умений (например, первичное умение, относящееся к «белой магии» со вторичным из категории «атака» дают класс «паладин»). Варлорды получают опыт по завершении каждого сценария. Это может быть одна глава кампании или одиночная карта в однопользовательской или многопользовательской игре. За каждые 10 очков опыта у варлорда повышается уровень, на каждом из которых игрок должен выбрать между усовершенствованием одного из умений персонажа и возведением одного строения в столице. В игре только варлорды могут использовать магию и только в том случае, если одна из школ магии выбрана в качестве одного из умений. Каждую карту или главу кампании варлорд начинает без магии и должен выучивать все заклинания заново. Выбор заклинаний для изучения предоставляется в виде случайно сгенерированного списка. Само изучение занимает определённое количество ходов, в зависимости от силы заклинания. Для использования заклинаний необходимо потратить очки магии, которые восстанавливаются автоматически. Скорость их восстановления зависит от уровня и умений варлорда, а также от количества «кристаллов маны» — особых предметов, которые можно найти в игре.
Интерфейс игры состоит из «карты мира», тактической карты и панели управления. Большую часть экрана занимает «карта мира», по которой перемещаются боевые отряды и происходят сражения. В верхнем правом углу находится «тактическая карта» — вся «карта мира» в уменьшенном масштабе. На находящейся в нижней части экрана панели управления находится иконка, кликнув на которую, можно попасть в меню игры, информация о выбранном отряде, а также кнопки управления отрядами.
В игре десять рас, среди которых — рыцари, имперцы, орки, эльфы, тёмные эльфы, нежить и другие. Все расы расположены по кругу на так называемом «колесе рас» по принципу их отношению к добру и злу. Расположенные ближе друг другу расы относятся друг к другу лучше, чем расы, находящиеся напротив друг друга. Это влияет на возможности при захвате городов и мораль отрядов, состоящих из смешанных рас.
На каждой карте находится до 50 городов. Каждый город относится к одной из десяти рас и способен производить воинов этой расы, включая героев. Также города могут принадлежать одной из противоборствующих сторон либо быть нейтральными. Города являются источниками дохода и приносят в казну игрока определённое количество золота каждый ход. Для производства воинов не нужно тратить ресурсы, но содержание каждого произведённого бойца необходимо оплачивать каждый ход. Производство одного существа может занять до восьми ходов. Созданные в одном городе войска могут быть автоматически отправлены в другой город или в любую точку сбора на карте. В одном отряде может находиться до восьми бойцов.

Экран сражения

Одним из наиболее значимых нововведений Warlords IV является «тактически-скоростная» система сражений вместо полностью автоматических. Битвы проходят между двумя отрядами, бойцы которых выходят на поле битвы по очереди и сражаются один на один. Игрок может выбрать бойца, который выйдет сражаться следующим. Покинуть поле битвы воин не может и вынужден сражаться до победы или до смерти. Варлорд может применять во время сражения боевые заклинания, а некоторые бойцы могут автоматически наносить урон противнику из тыла, если у них имеются соответствующие умения. Как герои, так и обычные существа по результатам сражения получают опыт и растут в уровне, тем самым улучшая свои навыки. Опыт получают все выжившие в сражении воины, а боец, нанёсший последний удар, получает дополнительный опыт.
Захват городов происходит по той же системе, что и обычные сражения. Главными отличиями являются возможность иметь до 16 боевых единиц в защищающемся гарнизоне вместо 8, а также наличие оборонительных башен, наносящих урон нападающим. Мощность и стойкость башен зависит от уровня города, а для их уничтожения в атакующем отряде должна быть осадная техника. После успешного захвата города игрок должен выбрать, что с ним сделать: укрепить, захватить, разграбить, разорить или разрушить. Укрепление города бесплатно повышает его на один уровень, захват никак не меняет уровень, а разграбление понижает уровень города и приносит золото в казну игрока. Разорение разрушает город с возможностью последующего восстановления и приносит золото в казну, а вариант «разрушить» уничтожает город навсегда, но тоже приносит какое-то количество золота. Наличие этих вариантов действия зависит от отношения расы игрока к расе побеждённого города.

## Сюжет
События игры происходят в Этерии — вымышленном мире, который является местом действия серии Warlords, а также некоторых других игр от Infinite Interactive. В сюжетной кампании игроку доступен фрагмент континента, разделённый на 32 провинции, 10 из которых являются важными для повествования. Доступ к провинциям появляется постепенно. Прохождение сюжетных миссий продвигает основную историю дальше, а прохождение 22 остальных миссий является необязательным, но даёт игроку различные преимущества, такие как возможность играть за другие расы или получение сильных артефактов или героев.
Пролог кампании рассказывает о событиях, произошедших в Этерии за тысячи лет до событий игры. Эльфийский принц Мордэйн поднял восстание против своих братьев и начал многолетнюю войну, в результате которой потерпел поражение. Он и его сторонники были высланы из родных земель и стали известны как тёмные эльфы. Мордейн стал изучать чёрную магию, чтобы найти заклинание, которое смогло бы открыть врата для сил тьмы и принести ему победу. Принц отыскал и применил заклинание, но оно вышло из-под контроля, убив его самого и принеся множество разрушений во всём мире. Эти события стали известны как Эпоха Раскола, а само заклинание стали называть заклинанием раскола.
Кампания начинается в провинции Грозовые холмы, где находятся земли главного героя. Орки спустились с гор и напали на северные крепости королевства. Отразив нападение, главный герой обнаружил, что орки вели себя нетипично и зачем-то грабили библиотеки. После осмотра поля боя оказалось, что орками управляли демоны. Чтобы выяснить, что они искали в библиотеках, герой отправился к чародейке тёмных эльфов по имени Аравейн, которая обладает особыми знаниями о демонах. Прорвавшись через армию гигантов, отряд героя добрался до замка чародейки, в котором оказалось пусто. В ходе обыска брошенной крепости были обнаружены многие украденные из библиотек книги, что указало на её причастность к нападению демонов.
Чтобы узнать, куда пропала чародейка, герой направился в Гибельный лес к королю тёмных эльфов Гараносу, чтобы расспросить его. Король сообщил, что сам разыскивает Аравейн, и предположил, что она изучала заклинание принца Мордэйна, приведшее к катастрофическим событиям 3000 лет назад. Герой решил поговорить со свидетелями тех событий — старейшими драконами, чтобы разузнать больше про это древнее заклинание. Перед этим он отправился в королевство Сирианских рыцарей, чтобы отобрать у них драконий камень и преподнести его драконам в качестве царственных даров, без которых приближаться к ним опасно. Разгромив рыцарей и забрав у них камень, герой отправился в Царство драконов, чтобы поговорить с самым древним в Этерии драконом, Келтураксом. Дракон согласился рассказать о заклинании, но только за определённую плату. Он попросил принести ему сокровища гномов Каз-Агара.
Получив сокровища гномов, Келтуракс рассказал, что королева эльфов Эланна создала контрзаклинание и таким образом остановила раскол, вызванный Мордэйном. Но она давно умерла, а её заклинание погребено в крепости изо льда в северной тундре. Дракон добавил, что для наложения контрзаклинания необходимо найти Аравейн. Он сказал, что знает её местонахождение, но сообщит его, только если герой принесёт ему камни из трона императора Силентии. Герой разгромил императора и доставил в драконью пещеру трон целиком. Келтуракс сдержал своё обещание и рассказал, что чародейка находится в развалинах города Мальбека и уже начинает колдовать. По мнению героя, вести переговоры с эльфами нет времени, и он решил штурмовать крепость изо льда и отобрать заклинание силой. Заполучив заклинание и пройдя через Зыбкую топь, армия дошла до Мальбека и уже издалека увидела Аравейн в самой высокой башне, призывающую демонов. Аравейн была побеждена, а все её магические книги — сожжены.

## Разработка

### Strategic Studies Group
Warlords IV была официально анонсирована весной 1999 года. Выход игры был запланирован на третий квартал 2000 года, а её издателем заявлена компания Mindscape (на тот момент — подразделение The Learning Company). Анонсируя Warlords IV, исполнительный продюсер Декстер Чоу объявил, что пошаговая система в ней будет расширенной версией системы многопользовательского режима Warlords III, в котором игроки совершали свои ходы одновременно, а не по очереди. При этом данное правило должно было распространяться как на игроков, так и на искусственный интеллект, который в предыдущей части всё ещё делал свои действия не одновременно с игроками. Выход игры несколько раз переносился сначала на 2001, а затем — на 2002 год. В отличие от всех предыдущих игр серии, четвёртая часть разрабатывалась в сиднейском офисе Strategic Studies Group, а не в мельнбурнском, которым руководил Стив Фокнер, автор Warlords. Фокнер со своей командой на тот момент был занят серией Warlords Battlecry. В январе 2002 года компания UbiSoft приобрела игровое подразделение The Learning Company у Mattel и стала издателем игры. Ubisoft продемонстрировала игровой процесс Warlords IV в мае 2002 года на выставке Electronic Entertainment Expo.
Разработчики сообщали, что для игры был создан новый движок, хотя некоторые элементы, такие как звуковая система и сетевой код, были позаимствованы из Warlords Battlecry II. В отличие от всех предыдущих частей Warlords, в новой игре должна была появиться полноценная тактическая битва взамен абстрактной системы сражений. По заявлению продюсера игры Грегора Уайли, они давно хотели что-нибудь сделать со сражениями, но пришли к выводу, что не существует компромиссного варианта между абстрактными и полностью тактическими сражениями. Исходя из этого предпочтение было отдано тактическому бою. Новая боевая система должна была быть быстрой, отдельные бойцы могли применять особые умения и атаки, а также сдаваться в плен. Герои в битвах могли бы действовать независимо или присоединяться к отрядам, чтобы увеличить силу. Помимо новой боевой системы, разработчики обещали также расширенную механику строительства зданий в городах, которые бы позволяли увеличить производство армии, покупать заклинания и прочее. Улучшение города приводило бы к расширению территории, которую он контролирует, а следовательно — больший доход с земель. Исходя из продемонстрированного на E3 игрового процесса, сами города тоже можно было строить, как и дороги между ними, а сбор ресурсов — автоматизировать.
Всего было анонсировано шесть игровых рас, среди которых были знакомые люди, орки, эльфы и постоянный антагонист серии Лорд Бейн, а также новая раса Волтуняне, которые, по заявлению разработчиков, были ещё «злее» Бейна.

### Infinite Interactive

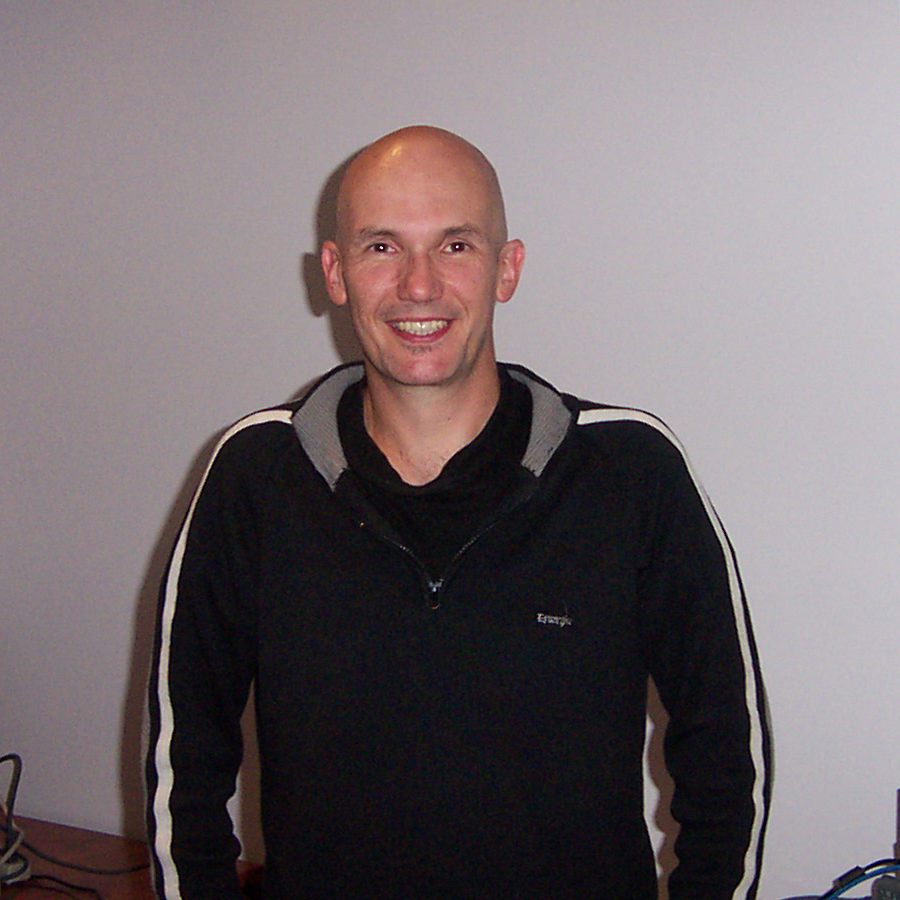
Стив Фокнер — автор дизайна игры

Издатель Ubisoft был недоволен игрой, которая получалась у Strategic Studies Group, и в декабре 2002 года к разработке новой версии Warlords IV приступила мельбурнская команда под руководством Стива Фокнера, автора всех предыдущих частей Warlords. В начале 2003 года она стала самостоятельной компанией Infinite Interactive, независимой от Strategic Studies Group. Главным дизайнером игры стал Фокнер, а его жена Джанин, которая тоже работала над предыдущими играми в серии, арт-директором и продюсером.
По мнению Фокнера, у Strategic Studies Group получалась хорошая игра, но она была «военной стратегией с драконами» и не соответствовала духу серии. Он охарактеризовал её как смесь Warlords с Heroes of Might and Magic и Age of Wonders. Дизайн игры был полностью изменён. Целью команды было не разочаровать поклонников предыдущих игр и уложиться в требуемые временные рамки. Согласно Фокнеру, он не хотел брать дизайн успешной Warlords III и добавлять в него нововведения. По его заявлению, третья часть была сложной игрой, в которой они не боялись экспериментировать, но если бы они продолжили и дальше добавлять игровые механики, то был бы риск её перегрузить. Вместо этого разработчики решили взять дизайн Warlords II и пойти в другом направлении.
От разработчиков требовалось передать дух Warlords, добавить что-то уникальное, чего нет в других играх, а также предоставить всё, что было обещано предыдущей командой, например тактические сражения. Infinite Interactive получили от Strategic Studies Group все их наработки, но использовали при этом только графику, а весь код при этом был написан с нуля. Всего на разработку игры было потрачено семь месяцев и два ушло на тестирование. На постоянной основе над игрой работало всего восемь человек. Для создания кат-сцен нанимались временные работники.
Хотя в игре были использованы графические изображения, созданные предыдущей командой разработчиков, они были созданы за несколько лет до этого и успели устареть. Infinite interactive заново отрендерили все трёхмерные модели, чтобы они удовлетворяли новому дизайну. Традиционно в большинстве пошаговых стратегиях всегда использовались условности, где группа воинов отображалась на игровом поле в виде одного воина, который мог быть непропорционально большого размера. Разработчики отметили, что дизайн игр движется в сторону большего реализма, и уже в Warlords III масштаб боевых единиц вызывал недоумение у некоторых игроков. Было принято решение сделать передвижение по карте более реалистичным и отображать группу из нескольких существ в виде маленьких моделей каждого из них. Помимо переработки моделей боевых единиц, разработчики заново нарисовали почти всю графику местности, потому что доставшиеся от Strategic Studies Group изображения ландшафта были слишком яркими и города на них выглядели неестественно.
Созданием искусственного интеллекта занимался работавший до этого над Warlords Battlecry Дин Фармер. По его собственному заявлению, благодаря опыту написания функций поиска пути для стратегий в реальном времени, ему удалось создать эффективные алгоритмы для этой задачи и в пошаговой игре. Он выделил два наиболее важных аспекта искусственного интеллекта для подобной игры, первым из которых был выбор вражеских армий и городов для атаки, а вторым — создание торядов воинов. Главной сложностью в воплощении этих двух аспектов, согласно Фармеру, является циклическая природа пошаговой стратегии: выбор продукции влияет на компоновку отряда, которая в свою очередь влияет на выбор городов для нападения, что в будущем повлияет на выбор продукции. Если человек это делает интуитивно, то для искусственного интеллекта разработчик создал множество циклов обратной связи между разными стратегическими уровнями.
За звуковое сопровождение игры отвечал Мик Робертсон. По его воспоминаниям, Warlords II была первой компьютерной игрой в его жизни, в которую он поиграл на компьютере со звуковой картой и это произвело на него большое впечатление. Сам он занимался созданием звуков для всех игр серии Warlords с 1997 года. Одной из его главных целей при разработке Warlords IV было дать каждой боевой единице уникальную личность посредством голосов, чтобы заставить игрока её любить или ненавидеть. Робертсон писал, что для пошаговой стратегии это было сделать сложнее, чем для стратегии реального времени, потому что в последней игрок постоянно отдаёт юнитам команды, а в пошаговой намного меньше действия, в результате чего звучание множества голосов одновременно воспринималось бы неестественно. По этой причине когда игрок отдаёт приказ отряду в Warlords IV, только два или три входящих в него воина отвечают на неё голосом или каким-либо другим звуком, например ржанием лошади или лязгом щита.
Warlords IV была написана с использованием DirectX 9 и, согласно Фокнеру, фактически является трёхмерной игрой. По его заявлению, из-за того что все графические ресурсы были созданы двухмерными предыдущими разработчиками, трёхмерная графическая система в ней эмулирует двухмерную графику.
С 6-го июня по 26 августа 2003 года на сайте Warlords IV публиковалась связанная с игрой повесть в жанре фэнтези — «Кровь героев». Её автором был писатель и геймдизайнер Марк Йохалем, написавший сценарии и предыстории для многих игр, среди которых — Torment: Tides of Numenera, Dragon Age: Origins и Primordia. Всего вышло восемь глав «Крови героев».

## Выпуск и дальнейшее развитие
| Системные требования Warlords IV | Системные требования Warlords IV                                | Системные требования Warlords IV                                |
| -------------------------------- | --------------------------------------------------------------- | --------------------------------------------------------------- |
|                                  | Минимальные                                                     | Рекомендуемые                                                   |
| Windows                          |                                                                 |                                                                 |
| ОС                               | Windows 95/98/2000/Me/XP                                        | Windows 95/98/2000/Me/XP                                        |
| ЦПУ                              | Pentium II 450 МГц или AMD K6-III 450 МГц                       | Pentium III 450 МГц или AMD K6-III 500 МГц                      |
| Объём ОЗУ                        | 128 Мбайт (256 Мбайт для Windows XP)                            | 128 Мбайт (256 Мбайт для Windows XP)                            |
| Место на диске                   | 1 Гбайт                                                         | 1 Гбайт                                                         |
| Видеокарта                       | 32 Мбайт, DirectX 9.0b-совместимая                              | 64 Мбайт GeForce 2                                              |
| Сеть                             | 56 кбит/с DirectPlay-совместимый модем или широкополосная сеть. | 56 кбит/с DirectPlay-совместимый модем или широкополосная сеть. |

Издатель Ubisoft выпустил демоверсию Warlords IV 28 августа 2003 года. Полная версия игры вышла 21 октября того же года в США, а 5-го ноября для американской версии уже стало доступно первое обновление до версии 1.01, исправляющее некоторые проблемы с игрой. Уже обновлённая до версии 1.01 Warlords IV вышла в странах Европы 27 ноября. В России игра получила официальное название «Варлорды 4: Герои Этерии» и была выпущена «Новым Диском» в локализации от «Медиа-Сервис-2000» 4 марта 2004 года. В октябре 2004 года Warlords IV стала одной из первых игр в запущенном IGN сервисе цифровой дистрибуции Direct2Drive.
14 марта 2005 года издатель Ubisoft закрыл онлайн-сервисы для Warlords IV. Возможность многопользовательской игры по интернету через систему ubi.com перестала быть доступной.
4 декабря вышел патч, обновляющий игру до версии 1.03. Обновление исправляет множество ошибок, улучшает баланс, добавляет несколько новых игровых предметов и программу-редактор свиты варлорда. 18 января 2006 Warlords IV была обновлена до версии 1.04 и помимо очередных исправлений с этим патчем в неё был добавлен режим игры с «туманом войны». 13 июля 2007 года был выпущен патч 1.05, который, по заявлению разработчиков, содержал больше нововведений, чем все предыдущие. В этой версии в игру были добавлены две новые постройки — акведук и литейная, появился торговец из Warlords III , время от времени предлагающий игроку купить артефакты, а также изменился порядок на круге рас. Помимо этого в игру была доавлена состоящая из десяти карт кампания под названием Амтор. 12 августа 2008 года вышел небольшой патч 1.05a, содержавший несколько изменений и варлорда для кампании Амтор.

## Отзывы и оценки
| Сводный рейтинг         | Сводный рейтинг |
| Агрегатор               | Оценка          |
| ----------------------- | --------------- |
| GameRankings            | 71,20 %         |
| Metacritic              | 73 %            |
| Иноязычные издания      |                 |
| Издание                 | Оценка          |
| CGW                     | 40 %            |
| GameSpot                | 8,4/10          |
| GameSpy                 | [ 54 ]          |
| IGN                     | 8,5/10          |
| PC Gamer (UK)           | 76 %            |
| PC Gamer (US)           | 87 %            |
| The Daily Telegraph     | [ 57 ]          |
| Computer Games Magazine | [ 58 ]          |
| Русскоязычные издания   |                 |
| Издание                 | Оценка          |
| Absolute Games          | 80 %            |
| «Домашний ПК»           | [ 59 ]          |
| «Игромания»             | 7,0/10          |

Warlords IV: Heroes of Etheria получила смешанные, но по большей части положительные отзывы игровой прессы. Основной критике подверглась устаревшая графика и звуковое сопровождение, а игровой процесс, система быстрых тактических битв и обилие многопользовательских режимов были в целом встречены хорошо.
По поводу игрового процесса мнения журналистов разделились. Подавляющее большинство критиков положительно оценили изобилие многопользовательских режимов и мощный, но при этом простой в освоении редактор карт. Хорошо были встречены такие нововведения, как новый тип юнитов — варлорды, переходящие между миссиями в свите варлорда герои и юниты, а также фокус на магических заклинаниях. С некоторой критикой магической системы выступил Барри Бренсал с сайта IGN, раскритиковавший необходимость варлорда выучивать все заклинания заново в каждом сценарии. Похвалу также получил искусственный интеллект. Обозреватель Computer Games Magazine Келли Уанд написала, что компьютерный оппонент верно оценивает слабые стороны боевых отрядов и защищённость городов. Том Чик из Computer Gaming World связал это с тем, что игры Strategic Studies Group, частью которой раньше была Infinite Interactive, всегда были известны сильным искусственным интеллектом. Уильям Абнер с сайта GameSpy был более критичным и отметил, что несмотря на то что ИИ неплох, он всё же уступает предыдущим играм серии и часто пропускает очевидные ошибки, допущенные игроком. Также он обратил внимание на то, что некоторые заклинания и умения юнитов слишком непропорционально сильные и нарушают баланс. Том Чик в своей критической рецензии заметил, что хотя вновь произведённые юниты могут быть направлены в определённое место сбора, это все равно приводит к бесконечным потокам одиночных юнитов, что на больших картах становится «логистическим кошмаром». Он также отметил, что в предыдущих частях Warlords каждый отряд представлял собой «мета-юнита» благодаря множеству групповых бонусов отдельных его членов, а в Warlords IV из-за малого количества таких бонусов ограничение на 8 юнитов кажется искусственным.
Новая быстрая система тактических сражений получила в целом положительные отзывы. Обозреватель сайта GameSpot Эндрю Парк назвал её глубокой и динамичной. Рецензент GameSpy тоже охарактеризовал боевую систему как «довольно глубокую», хотя она и кажется примитивной на первой взгляд". Том Чик из Computer Gaming World же был более критичен. По его мнению сражения бойцов один на один выглядят не достаточно грандиозно, по сравнению с предыдущими играми серии, где в полностью автоматических битвах ощущалось именно столкновение двух армий. В своей рецензии он сравнил боевую систему с играми серии Pokémon.
Мнения о сюжетной кампании тоже разделились. Обозреватели GameSpot, GameSpy, Computer Games Magazine и Computer Gaming World положительно отозвались о кампании, отметив её продолжительность и динамичность. Мэтт Пирс из британского PC Gamer и Алексей Бутрин из «Игромании» отнеслись к кампании более негативно и назвали её недостаточно гибкой, обратив внимание на то, что выбор расы варлорда никак не влияет на сюжетную линию.
Наибольшей критике подверглась графическая составляющая игры. Некоторые журналисты отметили, что графика в стратегическом режиме выглядит приемлемо, но почти все из них сошлись во мнении, что анимация и модели в сражениях являются слабой стороной игры. Бутрин охарактеризовал отношение разработчиков к анимации как «наплевательское» и заявил, что его поразило «отсутствие вкуса и стиля в изображении юнитов». Уанд назвала модели юнитов «пластилиновыми», а строения на карте — «пластиковыми». По мнению Эндрю Парка, визуальная составляющая игры выглядит несогласованной, включающей довольно детализированные портреты, но при этом бедные ландшафты и плохо анимированные спрайты, «вяло наносящие удары друг другу». Интерфейс тоже подвергся критике. Уанд его назвала симпатичным, но отметила, что ему не хватает дружелюбности Warlords Battlecry II. Пирс прямо назвал интерфейс недружелюбным. Некоторые обозреватели отметили, что многие графические элементы были заимствованы из Battlecry II и других игр серии Warlords.
Звуковые эффекты тоже были холодно встречены критиками. По мнению Парка, насмешки, которые выкрикивают воины друг другу во время битвы «были бы забавными, если бы не были такими приглушёнными». По мнению Бутрина, «звуки очень быстро приедаются». Майк Смит с Games Domain назвал фразы и насмешки, которые выкрикивают персонажи, «кошмарными». Музыкальное сопровождение было встречено лучше. Парк его охарактеризовал как подходящее для сеттинга и ненавязчивое. Бутрин же назвал его «излишне пафосным».
Многие критики сравнивали Warlords IV с Warlords III и другими играми серии. По мнению российских изданий «Игромания» и Absolute Games, концепция игры почти не изменилась. Такого же мнения придерживается и Стив Полак из австралийского The Daily Telegraph. Издания IGN и Worth Playing отметили, что игра стала менее глубокой. Обозреватели Computer Gaming World и GameSpy пришли к выводу, что Warlords IV проигрывает третьей части.
Обозреватель американского PC Gamer в своём заключении написал, что несмотря на разочаровывающую графику, Warlords IV — лучшая стратегическая игра, в которую он играл за весь год. Обозреватель британской версии издания заключил, что среди пошаговых фэнтези-игр Warlords остаётся «лордом поместья». К похожему выводу пришла и Келли Уанд из Computer Games Magazine, заключив, что Warlords продолжают быть лучшим «хардкорным» фэнтезийным варгеймом. Том Чик из Computer Gaming World негативно оценил Walords IV и написал, что игра в неё не приносит никакой радости.
Warlords IV получила награду «Выбор редакции» (англ. Editors' Choice) от издания IGN, медаль журнала «Лучшие компьютерные игры» и была признана лучшей игрой 2003 года для персональных компьютеров на конференции разработчиков игр Австралии AGDC.